# Episodi di Die Rosenheim-Cops (decima stagione)
La decima stagione della serie televisiva Die Rosenheim-Cops è stata trasmessa in anteprima in Germania dalla ZDF tra il 19 ottobre 2010 e il 26 aprile 2011.
| nº | Titolo originale             | Titolo italiano | Prima TV Germania | Prima TV Italia |
| -- | ---------------------------- | --------------- | ----------------- | --------------- |
| 1  | Die kalte Gräfin             | inedito         | 19 ottobre 2010   | inedito         |
| 2  | Wer stört, stirbt            | inedito         | 26 ottobre 2010   | inedito         |
| 3  | Mord auf Rezept              | inedito         | 2 novembre 2010   | inedito         |
| 4  | Tod auf dem Golfplatz        | inedito         | 9 novembre 2010   | inedito         |
| 5  | Waidmanns Unheil             | inedito         | 16 novembre 2010  | inedito         |
| 6  | Tod in den Ferien            | inedito         | 23 novembre 2010  | inedito         |
| 7  | Der letzte Atemzug           | inedito         | 30 novembre 2010  | inedito         |
| 8  | Auf den Hund gekommen        | inedito         | 7 dicembre 2010   | inedito         |
| 9  | Die strafende Hand Gottes    | inedito         | 14 dicembre 2010  | inedito         |
| 10 | Ruhe in Frieden              | inedito         | 21 dicembre 2010  | inedito         |
| 11 | Späte Rache                  | inedito         | 28 dicembre 2010  | inedito         |
| 12 | Mord im Bergrausch           | inedito         | 4 gennaio 2011    | inedito         |
| 13 | Tod beim Live-Chat           | inedito         | 11 gennaio 2011   | inedito         |
| 14 | Mord auf Raten               | inedito         | 18 gennaio 2011   | inedito         |
| 15 | Ex und Hopps                 | inedito         | 25 gennaio 2011   | inedito         |
| 16 | Mord ist aller Laster Anfang | inedito         | 1º febbraio 2011  | inedito         |
| 17 | Mozarts Rückkehr             | inedito         | 8 febbraio 2011   | inedito         |
| 18 | Die letzte Fahrstunde        | inedito         | 15 febbraio 2011  | inedito         |
| 19 | Ein ehrenwertes Haus         | inedito         | 22 febbraio 2011  | inedito         |
| 20 | Der Schlaf des Gerächten     | inedito         | 1º marzo 2011     | inedito         |
| 21 | Alles Schwindel              | inedito         | 8 marzo 2011      | inedito         |
| 22 | Ein mörderischer Verdacht    | inedito         | 15 marzo 2011     | inedito         |
| 23 | Musik ist Mord               | inedito         | 22 marzo 2011     | inedito         |
| 24 | Tod nach Schankschluss       | inedito         | 29 marzo 2011     | inedito         |
| 25 | Hochzeit mit Hindernissen    | inedito         | 5 aprile 2011     | inedito         |
| 26 | Verona sehen und sterben     | inedito         | 12 aprile 2011    | inedito         |
| 27 | Tödliche Neugier             | inedito         | 19 aprile 2011    | inedito         |
| 28 | Erbschaft mit Folgen         | inedito         | 26 aprile 2011    | inedito         |